# Verein für Leibesübungen Bochum 1848 1991-1992
Questa voce raccoglie le informazioni riguardanti il Verein für Leibesübungen Bochum 1848 nelle competizioni ufficiali della stagione 1991-1992.

## Stagione
Nella stagione 1991-1992 il Bochum, allenato da Holger Osieck, concluse il campionato di Bundesliga al 15º posto. In Coppa di Germania il Bochum fu eliminato al secondo turno dall'Hannover 96.

## Rosa
| N. |                        | Ruolo | Calciatore         |
| -- | ---------------------- | ----- | ------------------ |
| 6  | Germania (bandiera)    | C     | Peter Peschel      |
| 12 | Germania (bandiera)    | D     | Christian Herrmann |
|    | Germania (bandiera)    | P     | Andreas Wessels    |
|    | Germania (bandiera)    | P     | Ralf Zumdick       |
|    | Germania (bandiera)    | D     | Olaf Dressel       |
|    | Francia (bandiera)     | D     | Patrick Guillou    |
|    | Germania (bandiera)    | D     | Thomas Kempe       |
|    | Spagna (bandiera)      | D     | Oti                |
|    | Paesi Bassi (bandiera) | D     | Rob Reekers        |
|    | Germania (bandiera)    | D     | Peter Zanter       |
|    | Germania (bandiera)    | C     | Frank Benatelli    |
|    | Germania (bandiera)    | C     | Heiko Bonan        |

| N. |                      | Ruolo | Calciatore        |
| -- | -------------------- | ----- | ----------------- |
|    | Germania (bandiera)  | C     | Dirk Eitzert      |
|    | Germania (bandiera)  | C     | Frank Heinemann   |
|    | Germania (bandiera)  | C     | Dirk Helmig       |
|    | Germania (bandiera)  | C     | Michael Rzehaczek |
|    | Germania (bandiera)  | C     | Thorsten Schmugge |
|    | Germania (bandiera)  | C     | Jörg Schwanke     |
|    | Germania (bandiera)  | C     | Uwe Wegmann       |
|    | Germania (bandiera)  | C     | Dariusz Wosz      |
|    | Germania (bandiera)  | A     | Thomas Epp        |
|    | Rep. Ceca (bandiera) | A     | Ivo Knoflíček     |
|    | Germania (bandiera)  | A     | Rocco Milde       |
|    | Germania (bandiera)  | A     | Frank Türr        |

## Organigramma societario
Area tecnica
- Allenatore: Holger Osieck
- Allenatore in seconda:
- Preparatore dei portieri:
- Preparatori atletici:

## Calciomercato

### Sessione estiva
| Acquisti | Acquisti      | Acquisti        | Acquisti |
| R.       | Nome          | da              | Modalità |
| -------- | ------------- | --------------- | -------- |
| A        | Ivo Knoflíček | St. Pauli       |          |
| C        | Heiko Bonan   | BFC Dynamo      |          |
| A        | Michael Klauß | Uerdingen 05    |          |
| C        | Dirk Kontny   | Wattenscheid 09 |          |
| D        | Oti           | Realejos        |          |
| C        | Jörg Schwanke | Energie Cottbus |          |
| A        | Frank Türr    | Norimberga      |          |

| Cessioni | Cessioni          | Cessioni          | Cessioni |
| R.       | Nome              | a                 | Modalità |
| -------- | ----------------- | ----------------- | -------- |
| C        | Dirk Kontny       | Fortuna Colonia   |          |
| A        | Michael Klauß     | St. Pauli         |          |
| A        | Jupp Nehl         | Bayer Leverkusen  |          |
| C        | László Farkasházy | BVSC Budapest     |          |
| A        | Stefan Kohn       | Werder Brema      |          |
| C        | Thorsten Legat    | Werder Brema      |          |
| A        | Uwe Leifeld       | Schalke 04        |          |
| C        | Elard Ostermann   | Lubecca           |          |
| D        | Andreas Ridder    | Arminia Bielefeld |          |
| A        | Maciej Śliwowski  | Zagłębie Lubin    |          |

### Sessione invernale
| Acquisti | Acquisti     | Acquisti   | Acquisti |
| R.       | Nome         | da         | Modalità |
| -------- | ------------ | ---------- | -------- |
| C        | Dariusz Wosz | Hallescher |          |

| Cessioni | Cessioni | Cessioni | Cessioni |
| R.       | Nome     | a        | Modalità |
| -------- | -------- | -------- | -------- |

## Risultati

### Bundesliga

#### Girone di andata
| Arbitro: | Heynemann |

|                   |           |                           |
| Epp 31’ Bonan 74’ | Marcatori | 17’ Ordenewitz 45’ Banach |

| Arbitro: | Strigel |

|          |           |          |
| Hotić 8’ | Marcatori | 63’ Türr |

| Arbitro: | Best |

|                        |           |                                       |
| Wegmann 27’ Helmig 30’ | Marcatori | 67’ Nando 78’ Beiersdorfer 84’ Furtok |

| Arbitro: | Stenzel |

|                    |           |                 |
| Bein 58’ Kruse 62’ | Marcatori | 44’ (aut.) Roth |

| Arbitro: | Merk |

|  |           |                                        |
|  | Marcatori | 13’ Brunner 22’ Friedmann 63’ Eckstein |

| Arbitro: | Habermann |

|  |           |                         |
|  | Marcatori | 59’ Bonan 80’ Benatelli |

| Bochum 31 agosto 1991, ore 15:30 CEST 7ª giornata | Bochum    | 0 – 0 referto | Borussia Dortmund | Ruhrstadion (31 000 spett.)\| Arbitro: \| Scheuerer \| |
| Arbitro:                                          | Scheuerer |               |                   |                                                        |

| Arbitro: | Gläser |

|                                         |           |           |
| Walter 10’ (rig.), 28’, 34’ Schäfer 79’ | Marcatori | 13’ Bonan |

| Arbitro: | Schmidhuber |

|                                        |           |            |
| Helmig 5’ Heinemann 49’ (rig.) Epp 86’ | Marcatori | 84’ Schulz |

| Arbitro: | Wiesel |

|          |           |                                    |
| Fink 84’ | Marcatori | 71’ Rzehaczek 82’ (rig.) Heinemann |

| Arbitro: | Malbranc |

|  |           |                       |
|  | Marcatori | 85’ Herrlich 89’ Thom |

| Arbitro: | Dardenne |

|           |           |           |
| Woelk 89’ | Marcatori | 71’ Milde |

| Arbitro: | Assenmacher |

|           |           |                                  |
| Milde 74’ | Marcatori | 34’ Reichert 45’, 90’ Schütterle |

| Arbitro: | Fröhlich |

|                                  |           |  |
| Neubarth 19’ Allofs 21’ Bode 75’ | Marcatori |  |

| Arbitro: | Harder |

|                                 |           |                    |
| Kempe 12’ Wegmann 19’ Bonan 32’ | Marcatori | 80’ Spies 83’ Dowe |

| Arbitro: | Schmidhuber |

|                                        |           |  |
| Büskens 29’ Schreier 35’ Carracedo 90’ | Marcatori |  |

| Arbitro: | Strigel |

|             |           |  |
| Wegmann 89’ | Marcatori |  |

| Dresda 16 novembre 1991, ore 15:30 CET 18ª giornata | Dinamo Dresda | 0 – 0 referto | Bochum | Rudolf-Harbig-Stadion (14 000 spett.)\| Arbitro: \| Heynemann \| |
| Arbitro:                                            | Heynemann     |               |        |                                                                  |

| Arbitro: | Ziller |

|                           |           |                     |
| Wegmann 24’ Benatelli 81’ | Marcatori | 59’ Keim 69’ Moutas |

#### Girone di ritorno
| Arbitro: | Albrecht |

|           |           |  |
| Sturm 42’ | Marcatori |  |

| Bochum 7 dicembre 1991, ore 15:30 CET 21ª giornata | Bochum | 0 – 0 referto | Kaiserslautern | Ruhrstadion (12 000 spett.)\| Arbitro: \| Boos \| |
| Arbitro:                                           | Boos   |               |                |                                                   |

| Amburgo 13 dicembre 1991, ore 19:00 CET 22ª giornata | Amburgo   | 0 – 0 referto | Bochum | Volksparkstadion (10 000 spett.)\| Arbitro: \| Steinborn \| |
| Arbitro:                                             | Steinborn |               |        |                                                             |

| Bochum 7 febbraio 1992, ore 20:00 CET 23ª giornata | Bochum   | 0 – 0 referto | Eintracht Francoforte | Ruhrstadion (20 000 spett.)\| Arbitro: \| Fröhlich \| |
| Arbitro:                                           | Fröhlich |               |                       |                                                       |

| Arbitro: | Habermann |

|           |           |  |
| Golke 90’ | Marcatori |  |

| Arbitro: | Theobald |

|  |           |                                       |
|  | Marcatori | 8’, 33’, 49’ Wohlfarth 19’, 55’ Ziege |

| Arbitro: | Osmers |

|                |           |             |
| Rummenigge 69’ | Marcatori | 55’ Wegmann |

| Arbitro: | Föckler |

|  |           |                       |
|  | Marcatori | 82’ Walter 88’ Sammer |

| Arbitro: | Merk |

|            |           |                            |
| Schulz 83’ | Marcatori | 19’ Schwanke 87’ Knoflíček |

| Arbitro: | Dardenne |

|                     |           |              |
| Hartmann 13’ (aut.) | Marcatori | 41’ Langbein |

| Arbitro: | Best |

|                                    |           |  |
| Reekers 25’ (aut.) Kree 84’ (rig.) | Marcatori |  |

| Arbitro: | Fux |

|                             |           |             |
| Woelk 8’ (aut.) Wegmann 10’ | Marcatori | 51’ Tönnies |

| Arbitro: | Schmidhuber |

|          |           |             |
| Carl 12’ | Marcatori | 23’ Wegmann |

| Arbitro: | Stenzel |

|                                  |           |                    |
| Dressel 54’ Heinemann 90’ (rig.) | Marcatori | 49’ Bode 70’ Rufer |

| Arbitro: | Ziller |

|  |           |                             |
|  | Marcatori | 6’ (aut.) Böger 73’ Wegmann |

| Arbitro: | Aust |

|                                           |           |  |
| Wegmann 37’ Heinemann 50’ (rig.) Türr 80’ | Marcatori |  |

| Arbitro: | Assenmacher |

|                                        |           |             |
| Anderbrügge 14’ (rig.) Christensen 19’ | Marcatori | 83’ Wegmann |

| Arbitro: | Schmidhuber |

|             |           |  |
| Wegmann 83’ | Marcatori |  |

| Arbitro: | Kasper |

|                              |           |  |
| Cayasso 65’ Marin 68’ (rig.) | Marcatori |  |

### Coppa di Germania
| Arbitro: | Fux |

|                               |           |                                      |
| Bonan 15’ Wójcicki 38’ (aut.) | Marcatori | 18’ Steubing 30’ Weiland 35’ Surmann |

## Statistiche

### Statistiche di squadra
| Competizione      | Punti | In casa | In casa | In casa | In casa | In casa | In casa | In trasferta | In trasferta | In trasferta | In trasferta | In trasferta | In trasferta | Totale | Totale | Totale | Totale | Totale | Totale | DR  |
| Competizione      | Punti | G       | V       | N       | P       | Gf      | Gs      | G            | V            | N            | P            | Gf           | Gs           | G      | V      | N      | P      | Gf     | Gs     | DR  |
| ----------------- | ----- | ------- | ------- | ------- | ------- | ------- | ------- | ------------ | ------------ | ------------ | ------------ | ------------ | ------------ | ------ | ------ | ------ | ------ | ------ | ------ | --- |
| Bundesliga        | 33    | 19      | 6       | 7       | 6       | 23      | 29      | 19           | 4            | 6            | 9            | 15           | 26           | 38     | 10     | 13     | 15     | 38     | 55     | -17 |
| Coppa di Germania | -     | 1       | 0       | 0       | 1       | 2       | 3       | 0            | 0            | 0            | 0            | 0            | 0            | 1      | 0      | 0      | 1      | 2      | 3      | -1  |
| Totale            | 33    | 20      | 6       | 7       | 7       | 25      | 32      | 19           | 4            | 6            | 9            | 15           | 26           | 39     | 10     | 13     | 16     | 40     | 58     | -18 |

### Andamento in campionato
| Giornata  | 1 | 2 | 3  | 4  | 5  | 6  | 7  | 8  | 9  | 10 | 11 | 12 | 13 | 14 | 15 | 16 | 17 | 18 | 19 | 20 | 21 | 22 | 23 | 24 | 25 | 26 | 27 | 28 | 29 | 30 | 31 | 32 | 33 | 34 | 35 | 36 | 37 | 38 |
| --------- | - | - | -- | -- | -- | -- | -- | -- | -- | -- | -- | -- | -- | -- | -- | -- | -- | -- | -- | -- | -- | -- | -- | -- | -- | -- | -- | -- | -- | -- | -- | -- | -- | -- | -- | -- | -- | -- |
| Luogo     | C | T | C  | T  | C  | T  | C  | T  | C  | T  | C  | T  | C  | T  | C  | T  | C  | T  | C  | T  | C  | T  | C  | T  | C  | T  | C  | T  | C  | T  | C  | T  | C  | T  | C  | T  | C  | T  |
| Risultato | N | N | P  | P  | P  | V  | N  | P  | V  | V  | P  | N  | P  | P  | V  | P  | V  | N  | N  | P  | N  | N  | N  | P  | P  | N  | P  | V  | N  | P  | V  | N  | N  | V  | V  | P  | V  | P  |
| Posizione | 7 | 8 | 15 | 18 | 18 | 17 | 17 | 18 | 15 | 14 | 15 | 15 | 17 | 19 | 16 | 20 | 17 | 17 | 17 | 18 | 17 | 16 | 17 | 18 | 19 | 18 | 18 | 18 | 19 | 19 | 18 | 19 | 18 | 17 | 14 | 15 | 13 | 15 |

Legenda:

Luogo: C = Casa; T = Trasferta. Risultato: V = Vittoria; N = Pareggio; P = Sconfitta.

### Statistiche dei giocatori
| Giocatore    | Bundesliga | Bundesliga | Bundesliga  | Bundesliga | Coppa di Germania | Coppa di Germania | Coppa di Germania | Coppa di Germania | Totale   | Totale | Totale      | Totale     |
| Giocatore    | Presenze   | Reti       | Ammonizioni | Espulsioni | Presenze          | Reti              | Ammonizioni       | Espulsioni        | Presenze | Reti   | Ammonizioni | Espulsioni |
| ------------ | ---------- | ---------- | ----------- | ---------- | ----------------- | ----------------- | ----------------- | ----------------- | -------- | ------ | ----------- | ---------- |
| F. Benatelli | 19         | 2          | 0           | 0          | 0                 | 0                 | 0                 | 0                 | 19       | 2      | 0           | 0          |
| H. Bonan     | 38         | 4          | 4           | 0          | 1                 | 1                 | 0                 | 0                 | 39       | 5      | 4           | 0          |
| O. Dressel   | 21         | 1          | 0           | 1          | 0                 | 0                 | 0                 | 0                 | 21       | 1      | 0           | 1          |
| D. Eitzert   | 24         | 0          | 4           | 0          | 0                 | 0                 | 0                 | 0                 | 24       | 0      | 4           | 0          |
| T. Epp       | 19         | 2          | 3           | 0          | 1                 | 0                 | 0                 | 0                 | 20       | 2      | 3           | 0          |
| P. Guillou   | 3          | 0          | 0           | 0          | 0                 | 0                 | 0                 | 0                 | 3        | 0      | 0           | 0          |
| F. Heinemann | 34         | 4          | 11          | 1          | 1                 | 0                 | 0                 | 0                 | 35       | 4      | 11          | 1          |
| D. Helmig    | 20         | 2          | 4           | 0          | 1                 | 0                 | 0                 | 0                 | 21       | 2      | 4           | 0          |
| C. Herrmann  | 29         | 0          | 3           | 1          | 0                 | 0                 | 0                 | 0                 | 29       | 0      | 3           | 1          |
| T. Kempe     | 28         | 1          | 2           | 1          | 1                 | 0                 | 0                 | 0                 | 29       | 1      | 2           | 1          |
| M. Klauß     | 3          | 0          | 0           | 0          | 1                 | 0                 | 0                 | 0                 | 4        | 0      | 0           | 0          |
| I. Knoflíček | 10         | 1          | 0           | 0          | 0                 | 0                 | 0                 | 0                 | 10       | 1      | 0           | 0          |
| D. Kontny    | 1          | 0          | 0           | 0          | 1                 | 0                 | 0                 | 0                 | 2        | 0      | 0           | 0          |
| R. Milde     | 21         | 2          | 0           | 0          | 0                 | 0                 | 0                 | 0                 | 21       | 2      | 0           | 0          |
| J. Nehl      | 5          | 0          | 2           | 0          | 1                 | 0                 | 0                 | 0                 | 6        | 0      | 2           | 0          |
| O. Oti       | 0          | 0          | 0           | 0          | 0                 | 0                 | 0                 | 0                 | 0        | 0      | 0           | 0          |
| P. Peschel   | 13         | 0          | 0           | 0          | 0                 | 0                 | 0                 | 0                 | 13       | 0      | 0           | 0          |
| R. Reekers   | 28         | 0          | 4           | 0          | 1                 | 0                 | 0                 | 0                 | 29       | 0      | 4           | 0          |
| M. Rzehaczek | 28         | 1          | 4           | 0          | 1                 | 0                 | 0                 | 0                 | 29       | 1      | 4           | 0          |
| T. Schmugge  | 0          | 0          | 0           | 0          | 0                 | 0                 | 0                 | 0                 | 0        | 0      | 0           | 0          |
| J. Schwanke  | 16         | 1          | 3           | 0          | 0                 | 0                 | 0                 | 0                 | 16       | 1      | 3           | 0          |
| F. Türr      | 17         | 2          | 0           | 0          | 1                 | 0                 | 0                 | 0                 | 18       | 2      | 0           | 0          |
| U. Wegmann   | 34         | 11         | 9           | 0          | 1                 | 0                 | 0                 | 0                 | 35       | 11     | 9           | 0          |
| A. Wessels   | 10         | 0          | 1           | 0          | 1                 | 0                 | 0                 | 0                 | 11       | 0      | 1           | 0          |
| D. Wosz      | 16         | 0          | 2           | 0          | 0                 | 0                 | 0                 | 0                 | 16       | 0      | 2           | 0          |
| P. Zanter    | 12         | 0          | 3           | 0          | 0                 | 0                 | 0                 | 0                 | 12       | 0      | 3           | 0          |
| R. Zumdick   | 28         | 0          | 0           | 1          | 0                 | 0                 | 0                 | 0                 | 28       | 0      | 0           | 1          |